# Націоналізм
Націоналі́зм — це історичне явище в соціальному житті людства, що замінило домінування етнічних форм буття. Його прояв можна спостерігати у різних сферах, включаючи ідеї, почуття, художні твори, політичні трактати, програми та дії держави, суспільних організацій та рухів. Головною метою націоналізму є формування, збереження, розвиток та експансія націй або національних держав.
Термін вживається у чотирьох значеннях: ідеологія державної інтеграції (державобудівництво), ідеологія соціальної інтеграції (націобудівництво), ідеологія антиколоніалізму (національно-визвольний рух), ідеологія етнічно мотивованого сепаратизму (етнічний сецесіонізм).
Націоналізм — ідеологія і напрямок політики, базовим принципом яких є теза про цінність нації як найвищої форми суспільної єдності та її первинності в державотворчому процесі — це відрізняє націоналізм від інших ідеологій — лібералізму, консерватизму, соціал-демократизму, анархізму та комунізму. У кожному із них поняття нації відіграє певну роль, але не є найважливішим. Має різні форми і національні різновиди, що пояснюється різними історичними та суспільними обставинами їхнього виникнення.
Націоналізм просуває інтереси певної нації, особливо з метою здобуття та підтримки суверенітету (самоврядування) нації над своєю батьківщиною. Націоналізм стверджує, що кожна нація має керувати собою, вільною від зовнішнього втручання (самовизначення), що нація є природним та ідеальним підґрунтям для політики, і що нація є єдиним правомірним джерелом політичної влади (народний суверенітет).
У своїй основі проповідує вірність і відданість своїй нації, політичну незалежність, наявність національної ідеї задля практичного захисту умов життя нації, її території проживання, економічних ресурсів та духовних цінностей.
Націоналізм у різних країнах у різні періоди часу мав дуже різне виявлення. Націоналізм був важливим рушієм у рухах за незалежність, таких як Грецька революція, Ірландська революція, Сіоністський рух, який створив сучасний Ізраїль, і розпад Радянського Союзу. І навпаки, радикальний націоналізм у поєднанні з расовою ненавистю також був ключовим фактором Голокосту, вчиненого нацистською Німеччиною (націонал-соціалізм). Норвезькі політологи Пол Кост і Гельґе Блаккісруд називають націоналізм сучасної Росії важливим рушієм анексії Криму.

## Термінологія і характеристика
Термін «націоналізм» (nationalismus) запропонував Йоганн Готфрід Гердер наприкінці 1770-х років.
Націоналізм виникає як реакція етносу на деструктивні впливи зовнішнього оточення (економічні, соціальні і політичні процеси, іноетнічні впливи). Націоналізм як політичний принцип, згідно з яким етнічні межі не мають перетинатися політичними кордонами і, зокрема, етнічні кордони в межах певної держави не повинні відокремлювати правителів від решти, виробився в процесах утворення національних держав, розпаду імперій і відділення колоній від метрополій. Отже націоналізм як «фактор впливу» перевершив і світові релігії докапіталістичних суспільств і державні утворення імперського типу Нового часу.
У першій таксономії націоналізм протистояв християнству і космополітизмові, у другій — інтернаціоналізмові й імперіалізмові. У рамках мононаціональних держав націоналізм може варіювати від ізоляціонізму (Албанія 60-80-х XX ст.) до експансіонізму («японська модель»).
Залежно від історичної долі, численності, специфіки домінуючих у його межах способів діяльності, ступеня розбіжностей його культурних норм із сусідами тощо, реакція етносу (або «градус» націоналізму) може кардинально змінюватися. Націоналізм виступив, зокрема, відповідною реакцією багатьох етнічних спільнот на загальносвітовий процес інтернаціоналізації, що посилюється. Ця тенденція в контексті історичного досвіду стала неоднозначною. [джерело?]
В екстремальних варіантах прояву націоналізму в національній свідомості відбувається фетишизація власне етнічного початку, що починає розглядатися як гранична підстава буття даної спільноти людей, як єдиний критерій диференціації між ними. Етнічне стає об'єктом свого роду культу (аж до ритуалізації). Націоналізм найчастіше зводить етнічні розбіжності до генетичних, а останні — до їхніх зовнішніх проявів, що і визначаються як єдиний чинник, що конституює національну цілісність.
Ідеологія націоналізму постулює також пріоритет національних цінностей перед особистісними, пріоритет державності перед будь-якими іншими формами соціальної самоорганізації етносу, пріоритет міфологізованого національного минулого і бажаного майбутнього перед сьогоденням, пріоритет «культурної» і «народної» самобутності перед установками «неукоріненої» інтелігенції.
Для індивіда в умовах кризи традиційних суспільних інститутів етнос — найстійкіша референтна група, а націоналізм — найдоступніший психологічний субститут виходу зі станів фрустрації. Неминуче недооцінюючи всю складну систему створеної етносом господарської, політичної, духовної культури, результати численних міжетнічних взаємопроникнень (у тому числі і генетичних), що мали місце в історичній долі кожного народу, націоналізм абсолютизує етнічну замкнутість, що веде до застою, спрощення й упадку даної національної культури. [джерело?]

Все, що йде поза рамами нації, се або фарисейство людей, що інтернаціональними ідеалами раді би прикрити свої змагання до панування одної нації над другою, або хворобливий синтементалізм фантастів, що раді би широкими «вселюдськими» фразами покрити своє духовне відчуження від рідної нації.
— І. Франко «Поза межами можливого». 1900.

## Історія
Окремі прояви національних почуттів і національних рухів трапляються у стародавні, античні та середні віки (почуття відмінності стародавніх євреїв від невірних, античних греків від варварів, французько-англійський конфлікт під час Столітньої війни 1337–1453 тощо. Однак як масове й загальнопоширене явище націоналізм характерний в основному для новітніх часів. Більшість політичних і культурних явищ до цього часу мали універсальний, а не національний характер: найпоширенішою формою державних утворень були імперії, а не національні держави; релігії мали світовий характер і т. д. Зазвичай більшість населення не була свідома своєї національної окремішності. Націю, як політичне (але не етнічне) утворення уособлював т. зв, репрезентативний клас (дворянство у Росії та Франції, шляхта у Польщі чи козацтво в Україні). Нерідко верхівка цього класу за своєю етнічною приналежністю відрізнялась від основної маси населення (як династія норманів у середньовічній Англії та династія Рюриковичів у Київській Русі).
В Європі до розвитку націоналізму люди зазвичай були лояльними до міста або конкретного лідера, а не до своєї нації. Британська енциклопедія визначає початок націоналістичного руху з кінця XVIII століття — Американської і Французької революцій. Інші історики вказують спеціально на ультра-націоналістичні партії у Франції під час Французької революції.

### 17—18 сторіччя
Початок утвердження націоналізму як універсального явища поклали англійська (17 ст.) і французька (18 ст.) революції, які скасували королівську владу і проголосили націю об'єднанням вільних громадян й джерелом державної суверенності. Дух націоналізму в Європі поширився завдяки війнам Наполеона І Бонапарта, який, з одного боку, підтримав національні рухи Італії і Польщі, а з другого боку, викликав вибух патріотичних почуттів серед поневолених народів — німців, іспанців, італійців. Після поразки Пруссії у війні з Наполеоном (1806) німецький філософ Йоганн Готліб Фіхте (1762—1814) у «Промовах до німецької нації» (1808) закликав німців до національного відродження та встановлення свого культурного лідерства у світі. У 1810 у Берліні була організована перша гімнастична організація, яка ставила собі за мету військове виховання молоді у дусі національних ідеалів. У 1815 у Йєнському університеті було створене перше націоналістично-студентське товариство «Burschenschaft». Діяльність цих молодіжних організацій була підпорядкована меті національного об'єднання і здобуття національної незалежності; вони слугували зразком для пізніших національно-парамілітарних і студентських організацій серед слов'янських народів (чеських, польських, українських «Соколів», студентських громад тощо). Теоретичне обґрунтування націоналізм знайшов в ідеях романтизму, який стверджував особливу мистецьку вартість народних традицій, народної мови. Теоретики романтизму — передусім німецький філософ Йоганн-Готфрід Гердер (1744—1803) — особливу увагу приділяли слов'янським народам, які ніби-то зберегли свої традиції у незіпсованому і первісному вигляді, і тому передбачали велике майбутнє для слов'янських народів. (Гердер окремо відзначав особливу роль українців). Німецька класична філософія, насамперед у працях Георга Вільгельма Фрідріха Гегеля (1770—1831), хоча й відкидала романтичну традицію, обґрунтувала ідею національної держави не лише як об'єднання всіх громадян заради ідеалів свободи, безпеки і щастя, але як органічної особи, як втілення божественної ідеї на землі та уособлення найвищої стадії у суспільному розвитку.

### Перша половина 19-го сторіччя
Віденський конгрес 1815 лише частково визнав ідею національної держави у післявоєнному врегулюванні кордонів Європи, дозволивши утворення конфедерації малих німецьких держав (т. зв. Bund) та погодившись на виділення польської території Російської імперії в окреме автономне Варшавське королівство.
Однак Віденський конгрес не поставив під сумнів сам факт доцільності існування імперій, а навпаки — прагнув зберегти status quo з переддня Французької революції і наполеонівських воєн. Революції 1830-31 поклали край системі, утвореній Віденським конгресом, і стали поштовхом для національних повстань у Бельгії (яка у 1831 була визнана незалежною державою), поляків (1830-31 і 1848) та італійців (1831). Поразка польського та італійського повстання привела до утворення в еміграційних національно-революційних організацій — «Молодої Італії» (1831), «Молодої Польщі» (1834), які в наступні десятиліття слугували прообразом подібних організацій серед інших народів — «Молодої Ірландії» (1840), «Молодої Туреччини», «Молодого Китаю» тощо. Лідер «Молодої Італії» Джузеппе Мацзіні (1805–1872) сформулював принцип: «Кожній нації — держава».
На початку 19 століття націоналізм перестав бути західноєвропейським явищем, поширившись на нові історичні регіони. У Південній Америці розгорнулися національно-визвольні рухи проти іспанської влади на чолі з венесуельцем Сімоном Боліваром (1783–1830) й аргентинцем Хосе де Сан Мартіном (1778—1850). У результаті повстанських рухів іспанську владу над південноамериканськими колоніями було ліквідовано і проголошено незалежність Парагваю (1811), Аргентини (1816), Чилі (1818), Венесуели, Мексики, Перу (1821), Бразилії (1822), Болівії (1825), Уругваю (1828).
Надзвичайно багатим на національні рухи був регіон Центрально-Східної Європи, яка перебувала під владою трьох імперій — Австрійської, Османської і Російської. Початок національному відродженню серед народів цього регіону поклали учені, дослідники історії, мови, фольклору — словак Ян Коллар (1794—1852), чех Франтішек Палацький (1798—1876) та Карел Гавлічек-Боровський (1821—1854), південні слов'яни Людевит Гай (1809—1872) і Вук Караджич (1787—1864), обидва — засновники т. зв. іллірійського руху, який ставив собі за мету об'єднання південних слов'ян у єдину державу (Югославію), румуни Самуїл Міку-Клайн (1745—1806) та Георге Лазар (1779—1823).
Наполеонівські війни та польське визвольне повстання 1830—1831 прискорили кристалізацію національних рухів у Російській імперії. Формування російської національної свідомості одержало сильний поштовх у результаті Уварівських реформ, які проголосили «народність» (національність) разом з «самодержавством» і «православ'ям» основоположними принципами Російської імперії. Реформи Уварова поклали початок посиленій русифікації державного апарату та інших, неросійських народів, які проживали на території Російської імперії. Відповіддю на них була активізація національних рухів поневолених народів. Це стосувалося, зокрема, українського національного відродження, яке бере свої початки від перших спроб утворення нової літературної мови («Енеїда» Івана Котляревського, 1798) та боротьби нащадків козацької старшини, які стали російськими дворянами, за збереження автономних прав України в Російській імперії. Активізація національного руху привела до утворення Кирило-Мефодіївського Братства (1846—1847), провідні діячі якого — Тарас Шевченко (1814—1861), Пантелеймон Куліш (1819—1897), Микола Костомаров (1817—1885) — відіграли вирішальну роль у формуванні ідеології модерного українського націоналізму.
У Австрійській імперії українське національне відродження було пов'язане у першу чергу з діяльністю «Руської Трійці» (1830-ті рр.) та Головної Руської Ради, інших українських організацій під час революції 1848 р.
Революція 1848 послужила сильним поштовхом для розвитку національних рухів і формування їхніх політичних програм. Разом з тим, вона вперше засвідчила, що національні рухи поневолених народів можуть перебувати у конфлікті між собою (як польський та український, угорський і словацький та ін. національні рухи). На загострення такого конфлікту вплинула поява нових інтелектуальних течій — гегельянства, марксизму та ін., які проголосили, що національні рухи т. зв. недержавних (неісторичних або малих) народів (такі як чеський, словацький, український, єврейський та ін. рухи) суперечать історичному прогресу, оскільки призначенням цих народів є ніби-то асиміляція і поступове розчинення у тілі державних (російського, німецького, польського, угорського та ін.) народів. Іншим новим явищем у розвитку націоналізму після революції 1848 було поєднання національних вимог з вимогами проведення реформ і модернізації економіки. Ідеологом цієї течії був німецький економіст Фрідріх Ліст (1783—1846), який вимагав введення високих митних тарифів для захисту внутрішнього національного ринку і прискорення індустріалізації, будівництва залізниць для економічного об'єднання розрізнених національних територій, розвитку національної освіти тощо

### Друга половина 19-го сторіччя
У другій половині 19 ст. успішно завершилося об'єднання італійської та німецької нації. У результаті дипломатичних успіхів прем'єр міністра Сардинії графа К. Кавура (1810—1861) та військових походів повстанців на чолі з Дж. Гарібальді більшість території Італії було об'єднано (1859—1861) під владою короля Віктора Емануїла І, а Рим приєднаний (1870) да Італійської держави. Приклад Італії стимулював відродження руху за об'єднання Німеччини. У німецькому русі виділялися дві концепції вирішення німецького питання: великонімецька передбачала утворення Великої Німеччини, яка включала б й Австрійську імперію; малонімецька виключала Австрію зі складу майбутньої німецької держави і виступала за об'єднання всіх німецьких земель навколо Пруссії. У 1860-х рр. перемогла малонімецька концепція.
В результаті перемоги у австро-прусській війні (1866) Пруссія під проводом прем'єр-міністра О.фон Бісмарка (1815—1898) об'єднала німецькі землі, а після перемоги у франко-прусській війні було проголошено нову Німецьку імперію (1870). Поразка Австрії привела до внутрішньої реорганізації Австрійської імперії. Оскільки вона більше не претендувала на роль німецької держави, було зроблено певні поступки на користь ненімецьких народів — угорців, поляків, чехів. Було виділене в окрему державно-адміністративну одиницю Угорське королівство, й імперію було перетворено у дуалістичну Австро-Угорську монархію (1867). Широкі автономні права було надано полякам у Галичині, що, у свою чергу, привело до загострення польсько-українського конфлікту.
Лібералізація політичного режиму у Російській імперії у 1860-70-х рр. спричинилася до активізації національних рухів неросійських народів — фінів, литовців, українців та ін. Однак польське повстання 1863, а згодом посилення політичної реакції після вбивства Олександра II (1881) посилили репресивні заходи проти неросійських національних культур (аж до їх фактичної заборони, як у випадку з українським національним рухом після Валуєвського указу 1863 та Емського акту 1876).
Нова короткочасна хвиля лібералізації національної політики і піднесення національних рухів відбулася під час та в перші роки після революції 1905-07, однак їй було покладено край політикою столипінської реакції. В умовах постійних переслідувань деякі національні рухи (як український і польський) змушені були перенести центр своєї діяльності в Австрійську імперію, інші (як литовський) — розвинути сітку нелегальних шкіл, видавництв тощо
Іншим фактором посилення національних рухів у Європі, особливо у її південній і східній частині, стала боротьба навколо спадщини Османської імперії, яка в другий половині 19 ст. переживала занепад. У результаті Кримської 1853-56, російсько-турецької війни 1877—1878 та повстання південнослов'янських народів Румунію, Сербію і Чорногорію було визнано на Берлінському конгресі 1878 самостійними державами, а Болгарію — як автономне князівство під турецьким протекторатом (у 1908 її проголошено самостійною державою).
Зворотною стороною військових поразок Османської імперії було зародження руху «молодотурків» (1860—1876), які ставили завдання модернізувати свою країну за зразком європейських національних держав. Однак під час їхнього правління (1908—1918) молодотуркам не вдалося розв'язати суперечності між багатонаціональною імперією, яку вони хотіли зберегти, і національною державою, яку вони хотіли збудувати. Успішнішим були, однак, аналогічні спроби у Японії, де під час правління імператора Мейджі (1867—1912) було утворено національну державу за прусським зразком.
Особливістю національних рухів наприкінці 19 — на поч. 20 ст. було те, що вони набрали масового і чітко політичного характеру. У Західній Європі активізувалось фламандське відродження у Бельгії, каталонське і баскське — в Іспанії. Політичними вимогами двох останніх було перетворення Іспанії у федеративну державу; частково їх було реалізовано у часи Іспанської республіки (1931—1939), однак утвердження диктатури Франко супроводжувалося відновленням централізму.
Деякі із національних конфліктів у Західній Європі знайшли мирне розв'язання. Норвегія, яка у 1814 перебувала у складі Швеції, від'єдналася у 1905; Ісландія, що з 1830 входила у склад Данії, у 1918 стала незалежною республікою. Гостріших форм набрала боротьба за визволення Ірландії з-під влади Англії, яка увінчалась проголошенням Ірландської республіки у 1921. Та національні конфлікти на Балканському п-ві: дві балканські війни (1912 і 1913) та вбивство австрійського престолонаслідника Франца Фердинанда у Сараєво (28.6.1914) послужили поштовхом до Першої світової війни.

### Початок 20-сторіччя, розпад імперій
Перша світова війна 1914–1918 привела до розпаду Австро-Угорської, Турецької та Російської імперій.
Новий післявоєнний політичний порядок, який проголосив американський президент Вудро Вільсон у «14 пунктах» (1918), одним із основоположних принципів визнавав право нації на самовизначення. Його було частково втілено у Версальській системі, яка визнала утворення й незалежність нових національних держав — Литви, Латвії, Естонії, Фінляндії, Польщі, Чехословаччини, Югославії. Однак цей принцип було запроваджено вибірково. Він не стосувався тих національних рухів, які у часи війни перебували у ворожому до Антанти таборі Центральних держав (у тому числі — до українців). Повоєнне влаштування державних кордонів було проведено так, що деякі формально національні держави (Польща, Румунія) були за суттю міні-імперіями, у яких національні меншості становили 20-30 % населення; інші ж, утворені як добровільні об'єднання декількох націй, забезпечували домінантні позиції лише одній (чехам у Чехословаччині, сербам у Югославії). Інші народи (як українці) опинилися зразу у складі декількох держав.
Окрім того, обмеження територій держав, які зазнали поразки, до їхнього етнічного ядра (Німеччина, Угорщина) породжували серед їхнього населення сильні реваншистські настрої. Суперечність між правом націй на самовизначення, яке проголосили ліберальні держави (США, Англія, Франція), та конкретним його втіленням у Версальській системі створювало сприятливий ґрунт для виникнення агресивного, шовіністичного і ксенофобного націоналізму. Його ідеологічним обґрунтуванням стали расистські теорії А. де Гобіно (1818—1882) та ідеологія інтегрального націоналізму — націоналізму, який відкидає ліберальні цінності як застарілі ради торжества національних інтересів і проповідує рішучі і беззастережні дії,— яку сформулювали французи Шарль Моррас (1868—1952) та Моріс Баррес (1862—1923).
В українському національному русі утвердження інтегрального націоналізму було пов'язане з ідеологією Д. Донцова (1883—1973) та діяльністю Організації Українських Націоналістів у 1930-х рр.

### Передвоєнні роки та Друга світова війна
Утвердження тоталітарних режимів у Радянському Союзі, Німеччині, Японії та інших країнах у 1930—1940 привело до посилення нового типу національних рухів — панславістського, пангерманського і паназійського. Панславізм первісно виник серед слов'ян Австрійської імперії, що прагнули її перетворення у федерацію рівноправних народів, серед яких слов'янські народи становили б більшість. Протягом 19 ст. існувало декілька різновидів панславістської ідеології (зокрема, лідери Кирило-Мефодіївського Братства прагнули встановлення федеративної слов'янської республіки з центром у Києві). Однак після краху планів перетворення Австрійської імперії у федерацію (у зв'язку з проголошенням австро-угорського компромісу 1867) більшість лідерів й ідеологів панславістського руху приписували особливу роль Росії, яку, як справжню християнську державу, ніби-то покликав Бог для спасіння людства, поширення ідеалів миру і справедливості у світі. Після перемоги більшовиків у революції і громадянській війні в Росії 1917-20 ідеологію панславізму було поєднано з комуністичними гаслами. Росіян було проголошено справжнім соціалістичним народом, покликаним ширити ідеали комунізму серед інших націй. Під цими гаслами у 1917-20 було здобуто перемогу над національно-визвольними рухами неросійських народів — українцями, вірменами, грузинами та ін., що прагнули відокремитися від Російської імперії та утворити свої національні держави. Після перемоги СРСР у Другій світовій війні 1939—45 Й. Сталін зреалізував найсміливіші плани російських панславістів, об'єднавши всі слов'янські народи під російським керівництвом і поширивши впливи на Центральну і Південну Європу. Радянське керівництво завдало смертельного удару пангерманському рухові, який прагнув до об'єднання Німеччини, Австрії, Швейцарії, Данії і скандинавських країн в єдиний союз «нордичної раси». З кінця 19 ст. пангерманська ідеологія користувалася все більшими впливами серед громадської думки і урядової політики Німеччини; найбільшого розквіту вона досягла після приходу в 1933 до влади А. Гітлера (1889—1945). У 1941 у результаті перемог німецької армії у Європі, пангерманський план був близьким до свого найповнішого завершення. Разом з пангерманським рухом поразки у Другій світовій війні зазнав і паназійський рух, головною метою якого було утвердження влади Японії над Китаєм, Індією та іншими азійськими територіями від східного узбережжя Африки аж до західного узбережжя Тихого океану.
Утворення агресивних, шовіністичних і тоталітарних тенденцій у багатьох національних рухах наприкінці 19-у першій половині 20 ст. було пов'язано з поширенням хвилі антисемітизму (справа Дрейфуса у Франції (1894), творчість німецького історика Г. фон Трейчке (1834—1896), філософа Є. Дюрінга (1833—1921), композитора Р. Ваґнера (1813—1883), масове винищення євреїв у гітлерівській Німеччині та окупованій нею території (Голокост), хвиля антиєврейських погромів у Російській імперії (1881,1905-1907,1917-1920)та антисемітська пропаганда в останні роки правління Й. Сталіна, антиєврейська спрямованість національної політики міжвоєнної Польщі, Румунії тощо. Реакцією на поширення антисемітизму стало викристалізування ідеології та практики модерного єврейського націоналізму — сіонізму. Австрійський журналіст єврейського походження Т. Герцль (1860—1904) у брошурі «Єврейська держава» (1896) сформулював як кінцеву мету сіонізму еміграцію євреїв у Палестину й утворення там єврейської національної держави. Єврейська еміграція у Палестину після Першої світової війни особливо посилилася після приходу до влади А. Гітлера у Німеччині. Сіоністський рух зустрів опір арабського населення Палестини; перемога єврейських поселенців над арабами привела до проголошення у 1948 держави Ізраїль.

### Повоєнні роки, крах колоніальної системи
Після Другої світової війни 1939—45 основний принцип, який вимагає визнання за націями право на власну державу, став універсальним і загальноприйнятим. Це відобразилося, зокрема, у розпаді останніх імперій. Розпад англійської імперії розпочався ще у міжвоєнну добу, коли Англія визнала незалежність Іраку (1932) та Єгипту (1936). Серед національних рухів в англійських колоніях найсильніше виявився індійський, особливо, коли його очолив Мохандас Карамчанд Ганді (1869—1948). У 1947 Англія визнала незалежність Індії. Індійські мусульмани не приєдналися до індійського національного руху й добилися утворення окремої національної держави — Пакистану (1947). У 1948 проголошено незалежність інших англійських колоній — Цейлону (з 1971 — Шрі Ланка) і Бірми. На відміну від розпаду англійської імперії, який відбувався порівняно мирно, здобуття незалежності французькими колоніями у Північній Африці й Індо-Китаї супроводжувалося війнами і масовими насильствами в Алжирі (1954—1962), В'єтнамі, Лаосі, Кампучії (1945—1954). З 1960-х рр. процес деколонізації охопив Африку. Як і в Азії, приклад дала Англія, проголосивши у 1957 незалежність Гани. Протягом декількох років незалежність здобули більш ніж 20 африканських колоній. Останніми відмовилися від своїх колоній у Африці Португалія (1974), Родезія (1980), Південна Африка (1990).
Проголошення незалежності у країнах Азії й Африки у багатьох випадках відкрило шлях до нових воєн, у яких націоналістичні лозунги тісно перепліталися з соціалістичними і комуністичними. З другого боку, комуністичні режими самі активно експлуатували національну ідеологію і провадили шовіністичну політику стосовно окремих народів. У Радянському Союзі домінантні позиції займала російська нація. Це викликало опір серед неросійських народів, який набирав нових форм — від збройної боротьби у Західній Україні, балтійських країнах у перші післявоєнні роки до дисидентських рухів з чітким національним забарвленням у 1960—80-х рр. серед українців, литовців, латвійців, естонців, грузинів, вірмен та ін. Хоча радянська влада проводила репресії проти неросійських народів, разом з тим вона, зміцнюючи свої власні позиції, об'єднала розрізнені національні території у складі єдиних республік (наприклад, приєднання Західної України до Української РСР), сприяла формуванню національних партійно-державних еліт — тобто об'єктивно вела до зміцнення неросійських народів. Тому з падінням радянського режиму у 1991 розпад СРСР — останньої імперії — був неминучим.

### Сучасність
У сучасному світі націоналізм залишається універсальним явищем. Він охоплює не лише країни третього світу, але і країни з достатньо високим рівнем господарського і культурного розвитку (наприклад, рух французькомовного населення Квебеку у Канаді, конфлікти між фламандським і французькомовним населенням у Бельгії та ін.).

## Критика
Критики націоналізму стверджують, що часто незрозуміло, що являє собою «нація», або чому нація повинна бути єдиною легітимною одиницею політичної влади. Нація — це культурна спільність, і не обов'язково політичне об'єднання, а також не обов'язково пов'язана з конкретною територіальною зоною, хоча націоналісти стверджують, що кордони нації і держави повинні, наскільки це можливо, збігатися. Філософ Ентоні Грейлінг описує нації, як штучні конструкції, «їх межі звертаються до крові минулих війн». Він стверджує, що «немає жодної країни на землі, що не є домівкою для більш ніж однієї, але, як правило, співіснуючої культури. Культурна спадщина — не те ж саме, що й національна».
Націоналізм за своєю суттю об'єднує осіб котрі належать до єдного етносу та розподіляє: оскільки наголошує на очевидних відмінностях між людьми, підкреслюючи ідентифікацію індивіда зі своєю нацією. На думку противників націоналізму ідея потенційно репресивна, бо нібито занурює індивідуальність у рамки національного цілого та дає елітам або політичним лідерам потенційні можливості маніпулювати чи контролювати маси.